# Modřišice
Modřišice är en ort i Tjeckien. Den ligger i den centrala delen av landet, 70 km nordost om huvudstaden Prag. Modřišice ligger 243 meter över havet och antalet invånare är 358.
Terrängen runt Modřišice är varierad. Modřišice ligger nere i en dal. Runt Modřišice är det tätbefolkat, med 286 invånare per kvadratkilometer. Närmaste större samhälle är Jablonec nad Nisou, 17,1 km norr om Modřišice. Trakten runt Modřišice består till största delen av jordbruksmark.